# Scicli
Scicli é uma comuna italiana da região da Sicília, província de Ragusa, com cerca de 25.560 habitantes. Estende-se por uma área de 137,57 km², tendo uma densidade populacional de 187 hab/km². Faz fronteira com Módica, Ragusa.

## Demografia
| Variação demográfica do município entre 1861 e 2011                               |
|                                                                                   |
| Fonte: Istituto Nazionale di Statistica (ISTAT) - Elaboração gráfica da Wikipedia |